# Redzikowo (wieś)
Redzikowo (kaszb. Redzëkòwò, – wieś w Polsce położona w województwie pomorskim, w powiecie słupskim, w gminie Redzikowo. Leży przy drodze krajowej nr 6. W sąsiedztwie wsi zlokalizowany jest węzeł Redzikowo południowej obwodnicy miasta Słupska.

## Administracja
Wieś jest siedzibą sołectwa Redzikowo, w którego skład wchodzi również miejscowość Wieszyno. W latach 1975–1998 miejscowość administracyjnie należała do województwa słupskiego.

## Nazwa
Nazwa, wzmiankowana po raz pierwszy w 1288, ma pochodzenie słowiańskie i charakter dzierżawczy. Powstała przez dodanie do nazwy osobowej Redzik (por. Redosław) formantu -owo. Niemiecka nazwa Reitz jest niedokładną adaptacją fonetyczną nazwy słowiańskiej. W lokalnym uzusie funkcjonuje oboczna forma Rędzikowo, występująca sporadycznie także w kontekstach urzędowych.
Rada Języka Kaszubskiego proponuje kaszubską formę Redzëkòwò.

## Historia
Wieś została po raz pierwszy wzmiankowana w 1288 roku w dokumencie księcia gdańskiego Mściwoja II, gdy przekazał wieś norbertankom. W późniejszym okresie była to własność szlachecka. W 1916 roku zbudowano tu lotnisko, a później szkołę lotniczą i osiedle wojskowe. W latach 1950–1999 na lotnisku stacjonował 28 Pułk Lotnictwa Myśliwskiego. Od 1975 roku do około 1993 roku lotnisko obsługiwało także połączenia cywilne (Port lotniczy Słupsk-Redzikowo).

## Baza wojskowa
Redzikowo jest miejscowością, przy której powstała amerykańska baza lotnicza dla 10 dwustopniowych antyrakiet Ground Based Interceptor naziemnego systemu antybalistycznego Ground-Based Midcourse Defense, będących częścią tarczy antyrakietowej w Polsce. Decyzję o jej budowie podjęto pierwotnie w 2008 roku, jednak 17 września 2009 Barack Obama poinformował Donalda Tuska o zmianie planów i rezygnacji z budowy bazy. Po zmianie koncepcji na wykorzystanie systemu Aegis w lipcu 2010 rząd polski podpisał aneks do umowy i ponownie uruchomiono przygotowania do budowy – ostatecznie 13 maja 2016 zainaugurowano budowę bazy. Budowa miała być pierwotnie ukończona w grudniu 2018, jednak ten termin uległ znacznemu przesunięciu – oficjalnie z powodu problemów z podwykonawcami i wzrostu kosztów budowy. Baza w Redzikowie jest uzupełnieniem elementów systemu Aegis znajdujących się w Rumunii (analogiczna baza), Turcji (radar), w Niemczech (centrum dowodzenia) oraz na okrętach stacjonujących w bazie amerykańskiej marynarki wojennej w Rocie w Hiszpanii. Baza została ostatecznie uroczyście otwarta – po ośmiu latach budowy – 13. listopada 2024. W uroczystości wzięli udział m.in. prezydent Andrzej Duda, szef MON Władysław Kosiniak-Kamysz, minister spraw zagranicznych Radosław Sikorski, szef BBN Jacek Siewiera, a także admirał Stuart Munsch, dowódca US Navy w Europie i Afryce.

## Sport i rekreacja
Od roku 2009 funkcjonuje w Redzikowie Park Wodny.